# ثالاسا
ثالاسا (بالإنجليزية: Thalassa)‏ وهي من البروتوغينين (الآلهة الأولى)، في الميثولوجيا الإغريقية هي إلهة البحر وتجسد البحر الأبيض المتوسط. و في بعض الحكايات الإغريقية تعرف كأم السمك أو أم كل الحيوانات المائية. هي ابنة أيثر الهواء وهميرا (حمرة الصباح) وأم أفروديت من أورانوس.